# Erebia pallescens
Erebia pallescens är en fjärilsart som beskrevs av Tutt 1908. Erebia pallescens ingår i släktet Erebia och familjen praktfjärilar. Inga underarter finns listade i Catalogue of Life.